# Writing’s on the Wall
«Writing’s on the Wall» (с англ. — «зловещее предзнаменование») — песня британского исполнителя Сэма Смита, ставшая заглавной темой фильма «007: Спектр» про Джеймса Бонда. Сингл появился в продаже 25 сентября 2015 года. Авторами песни стали сам Сэм Смит и Джимми Нейпс; они также спродюсировали песню вместе со Стивом Фитцморисом и группой Disclosure. Песня получила противоречивые оценки от музыкальных критиков, особенно при сравнении с другими заглавными темами из «бондианы». Тем не менее, «Writing’s on the Wall» стала первой песней из фильмов о Джеймсе Бонде, возглавившей британский хит-парад UK Singles Chart. В 2016 году получила премии «Оскар» и «Золотой Глобус» в номинации «Лучшая песня к фильму», что сделало её второй в истории песней из фильмов Бонда (после Skyfall), которая выиграла эти премии.

## Информация о песне
«Writing’s on the Wall» была написана Сэмом Смитом в соавторстве с Джимми Нейпсом. По словам певца, демоверсия песни была записана с первого раза, а на её написание ушло около получаса; после прослушивания демо было решено оставить вокальную партию, а в готовый сингл добавить лишь некоторые улучшения в музыкальную аранжировку. Информация о том, что Сэм Смит исполнит новую песню для «бондианы», появилась 8 сентября 2015 года; тогда же он заявил, что участие в записи стало одним из важнейших моментов в его карьере.
Композиция написана в тональности Фа минор, темпе 66 ударов в минуту, вокальный диапазон охватывает две октавы от Ля
♭3 до Ре ♭5.

## Критика
Песня получила неоднозначные оценки от музыкальных критиков. В отзыве издания The Guardian говорится, что «Writing’s on the Wall» пытается ухватиться за настроение песни Адели «Skyfall», при том, что по словам Смита, на её написание ушло всего 20 минут. Рецензент издания The Daily Telegraph охарактеризовал песню как «исполинскую бондовскую балладу». Музыкальный сайт Digital Spy поставил композиции 3 балла из 5. Негативное восприятие песни частью слушателей в день её выхода способствовало появлению в трендах Твиттера вместо Сэма Смита певицы Ширли Бэсси, записавшей три песни для фильмов «бондианы».

## Список композиций
| №  | Название                | Длительность |
| -- | ----------------------- | ------------ |
| 1. | «Writing's on the Wall» | 4:38         |

| №  | Название                               | Длительность |
| -- | -------------------------------------- | ------------ |
| 1. | «Writing’s on the Wall»                | 4:38         |
| 2. | «Writing’s on the Wall» (Instrumental) | 4:38         |

## Чарты и сертификация
«Writing’s on the Wall» стала первой из заглавных тем из фильмов о Джеймсе Бонде, возглавившей британский хит-парад UK Singles Chart (ранее наибольшего успеха в хит-параде достигли песни Адели «Skyfall» и «A View to a Kill» группы Duran Duran — обе поднялись на второе место).

| Чарт (2015-16)                              | Лучшая позиция |
| ------------------------------------------- | -------------- |
| Австралия (ARIA)                            | 43             |
| Австрия (Ö3 Austria Top 40)                 | 11             |
| Бельгия/Фландрия (Ultratop 50)              | 5              |
| Бельгия/Валлония (Ultratop 50)              | 4              |
| Канада (Billboard Canadian Hot 100)         | 43             |
| Чехия (Rádio — Top 100)                     | 39             |
| Чехия (Singles Digitál Top 100)             | 52             |
| Euro Digital Songs (Billboard)              | 1              |
| Финляндия (Latauslista Download)            | 3              |
| Франция (SNEP)                              | 5              |
| Германия (GfK)                              | 17             |
| Greece Digital Songs (Billboard)            | 2              |
| Венгрия (Single Top 40)                     | 2              |
| Iceland (RÚV)                               | 22             |
| Ирландия (IRMA)                             | 9              |
| Италия (FIMI)                               | 32             |
| Япония (Billboard Japan Hot 100)            | 50             |
| Japan Physical Singles (Oricon)             | 81             |
| Lebanon (The Official Lebanese Top 20)      | 3              |
| Luxembourg Digital Songs (Billboard)        | 2              |
| Mexico Ingles Airplay (Billboard)           | 37             |
| Нидерланды (Dutch Top 40)                   | 35             |
| Нидерланды (Single Top 100)                 | 32             |
| New Zealand Heatseekers (Recorded Music NZ) | 4              |
| Portugal Digital Songs (Billboard)          | 10             |
| Шотландия (OCC Scotland)                    | 1              |
| Словакия (Rádio — Top 100)                  | 36             |
| Словакия (Singles Digitál Top 100)          | 32             |
| Slovenia (SloTop50)                         | 36             |
| Испания (PROMUSICAE)                        | 24             |
| Швеция (Sverigetopplistan)                  | 63             |
| Швейцария (Schweizer Hitparade)             | 5              |
| Великобритания (OCC UK Singles)             | 1              |
| США (Billboard Hot 100)                     | 71             |
| США (Billboard Adult Contemporary)          | 20             |

| Чарт (2015)                          | Позиция |
| ------------------------------------ | ------- |
| Belgium (Ultratop 50 Flanders)       | 88      |
| Hungary (Rádiós Top 40)              | 59      |
| Netherlands (Dutch Top 40)           | 159     |
| Switzerland (Schweizer Hitparade)    | 73      |
| UK Singles (Official Charts Company) | 56      |

| Регион                                                                      | Сертификация | Продажи |
| --------------------------------------------------------------------------- | ------------ | ------- |
| Италия (FIMI)                                                               | Золотой      | 25 000  |
| Великобритания (BPI)                                                        | Платиновый   | 626 000 |
| США (RIAA)                                                                  | Золотой      | 500 000 |
| Данные о продажах + прослушиваниях приведены только на основе сертификации. |              |         |

## Хронология издания
| Страна         | Дата             | Формат               | Лейбл   |
| -------------- | ---------------- | -------------------- | ------- |
| Мир            | 25 сентября 2015 | цифровая дистрибуция | Capitol |
| Великобритания | 23 октября 2015  | CD                   | Capitol |
| Великобритания | 6 ноября 2015    | винил                | Capitol |